# Placido Cherchi
Placido Cherchi (Oschiri, 10 aprile 1939 – Cagliari, 24 settembre 2013) è stato un antropologo, filosofo e attivista italiano.

## Biografia
Andò a scuola al liceo Siotto Pintor a Cagliari. Placido Cherchi studiò a Cagliari con Ernesto De Martino e Corrado Maltese, interessandosi contemporaneamente di studi e problemi etno-antropologici e storico artistici. Come autore di importanti lavori sul pensiero di Ernesto De Martino e sui problemi dell'identità e della cultura sarda, fu un membro attivo della Scuola antropologica di Cagliari, dovuta alla presenza all'Università di Cagliari di maestri come Ernesto de Martino e Alberto Mario Cirese, come pure di loro allievi quali Clara Gallini, Giulio Angioni e lo stesso  Cherchi.
Morì nel 2013 all'età di 74 anni a causa di un'emorragia cerebrale.

## Opere
- Paul Klee teorico, De Donato, Bari 1978
- Sciola, percorsi materici, Stef, Cagliari 1982.
- Pittura e mito in Giovanni Nonnis, Alfa, Quartu S.E. 1990.
- Nivola, Ilisso, Nuoro 1990.
- Placido Cherci-Maria Cherchi, Ernesto De Martino: dalla crisi della presenza alla comunità umana, Liguori, Napoli 1987.
- Il signore del limite: tre variazioni critiche su Ernesto De Martino, Liguori, Napoli 1994.
- Il peso dell'ombra: l'etnocentrismo critico di Ernesto De Martino e il problema dell'autocoscienza culturale, Liguori, Napoli 1996.
- Etnos e apocalisse: mutamento e crisi nella cultura sarda e in altre culture periferiche, Zonza, Sestu 1999 .
- Manifesto della gioventù eretica del comunitarismo e della Confederazione politica dei circoli, organizzazione non-partitica dei sardi , coautori Francesco Masala ed Eliseo Spiga, Zonza , Sestu 2000.
- Il recupero del significato: dall'utopia all'identità nella cultura figurativa sarda, Zonza, Sestu 2001.
- Crais: su alcune pieghe profonde dell'identità, Zonza, Sestu 2005.
- Il cerchio e l’ellisse. Etnopsichiatria e antropologia religiosa in Ernesto De Martino: le dialettiche risolventi dell’autocritica, Aìsara, 2010.
- La riscrittura oltrepassante, Calimera, Curumuny 2013.
- Per un’identità critica. Alcune incursioni autoanalitiche nel mondo identitario dei sardi, Arkadia, 2013.